# 海之歌
《海之歌》（俄语：Поэма о море）是1958年上映的一部苏联电影，导演是尤利娅·索恩采娃，主要演员有鲍里斯·利瓦诺夫和鲍里斯·安德烈耶夫。

## 概要
《海之歌》的剧本是由多夫任科编写的。但是他还没有来得及亲自导完这部影片就于1956年逝世。影片的导演工作由他的夫人索恩采娃继续完成。它获得了1959年度的列宁文艺奖金。

## 情节
为了在第聂伯河建设水电站，周围大片地区要被河水淹没，变成海。一个即将被淹没村子的集体农庄主席扎鲁德尼和庄员们向乡亲和战友们发送邀请信，请大家回来向自己出生和成长的地方告别。其中最引人注目的是将军费道尔钦科。影片以其中一个回乡作家的口吻描绘了这些外来客人们对自己的童年生活、对战争和难以忘怀的事物的回忆。

## 演员
| 演员姓名              | 饰演人物       | 说明               |
| --------------------- | -------------- | ------------------ |
| 鲍里斯·利瓦诺夫       | 费道尔钦科     | 将军               |
| 鲍里斯·安德烈耶夫     | 扎鲁德尼       | 集体农庄主席       |
| 米哈伊尔·察廖夫       | 阿里斯塔霍夫   | 建筑师             |
| 米哈伊尔·罗曼诺夫     | 我（第一人称） | 作家               |
| 济娜伊达·基里延科     | 卡捷琳娜       | 集体农庄主席的女儿 |
| 列昂尼德·塔拉巴里诺夫 | 戈力克         | 将军的小儿子       |

## 译制
1959年由上海电影译制厂译制。影片翻译为叶琼，译制导演为时汉威，主要配音演员为张玉昆、温锡莹、宏霞、毕克、富润生等。为彩色宽银幕故事片。1959年11月6日开始在中国29个大中城市上映。

## 评价
- 徐韬：导演以极其雄伟浑厚的气魄，高度的激情和想像，以革新的独创性的手法，创造出这幅富有强烈现实意义，并凝结着艺术家的极富于诗的意境的主观幻想的情景，去描绘苏维埃人建设社会主义祖国生活和斗争的图景。这是歌颂苏维埃时代的诗篇，是歌颂苏维埃人的丰富心灵的诗篇[3]。
- 郑雪来：就电影剧本的文学性和电影性的完美结合而言，我认为迄今为止还没有哪一部作品能超过多夫任科的《海之歌》[4]。